# 反住器
反住器（はんじゅうき）は、北海道釧路市富士見に所在する建築物。1972年に建築家毛綱毅曠の母親の住まいとして建てられた。

## 概要
毛綱毅曠の初期の代表作であり、一辺7.4メートル、3.8メートル、1.7メートルの３つのキューブが重なった入れ子構造となっている。これは「反機能」を「入れ子」の概念で表現しようとしたものである。一面が約55平方メートルの立方体の中に重心をずらして２つの立方体が入れ子に組まれ、それぞれ皮膚反応器、肉体応答器、環境暗号器の名称をもつ。

## 受賞
- 日本建築家協会25年賞 (2004年)[2]
- DOCOMOMO JAPAN選定 日本におけるモダン・ムーブメントの建築　(2006年)

## 交通アクセス
- JR北海道根室本線釧路駅より徒歩5分